# El Siglo (Panamá)
El Siglo es un periódico publicado en Panamá en idioma español fundado el 9 de enero de 1985.

## Historia
En 1990, después de la caída de Manuel Noriega en la invasión estadounidense Panamá, el periódico ofreció un premio para los mejores ensayos que «explicaran y detallaran los actos criminales del depuesto tirano (Noriega) y sus seguidores».
El 10 de diciembre de 1998, el reportero de El Siglo Carlos Singares fue sentenciado a 20 meses de encarcelamiento por difamación debido a un artículo que en 1993 había escrito sobre el expresidente Ernesto Pérez Balladares, acusándole de ayudar a sacar dinero de Panamá del exgobernante militar Omar Torrijos.
En mayo de 2000, el fiscal general José Antonio Sossa intentó encarcelar a Singares para alegar que había presionado a un grupo de periodistas, pero se retractó después de las críticas de la presidenta Mireya Moscoso. Al mes siguiente, Sossa hizo encarcelar a Singares durante ocho días sin mediar juicio por informar que Sossa había visitado a prostitutas menores de edad.
El grupo inversionista propietario de El Siglo compró el periódico La Estrella de Panamá, conformando el grupo GESE (Grupo Editorial El Siglo y La Estrella).
En enero de 2017 la corporación GESE pasó a formar parte de la Lista Clinton por un caso de lavado de dinero, en la cual se mencionaba directamente a Abdul Waked, propietario mayoritario de la empresa.[cita requerida]